# Гаево (Челябинская область)
Гаево — село в Каслинском районе Челябинской области России. Входит в состав Багарякского сельского поселения. Находится на северном берегу озера Куяныш, примерно в 60 км к северо-востоку от районного центра, города Касли, на высоте 209 метров над уровнем моря.

## Население
| 2002 | 2010 |
| ---- | ---- |
| 43   | ↘22  |

По данным Всероссийской переписи, в 2010 году численность населения села составляла 22 человека (10 мужчин и 12 женщин).

## Улицы
Уличная сеть села состоит из 2 улиц (ул. Мира и ул. Свердлова).